# 2007年金球獎
2007年金球獎，亦稱2007年歐洲足球先生，是《法國足球》雜誌授予2007年表現最優秀的足球運動員的獎項，最終選舉選出巴西球員卡卡成為2007年金球獎得主，他在選舉中取得444票擊敗葡萄牙球王克里斯蒂亚诺·罗纳尔多（277票）及阿根廷球王利昂内尔·梅西（255票） 。今年的金球獎是首次將評選範圍由效力歐洲球會的球員擴展至全球所有職業足球員，而選舉評審團亦由原本只有歐洲國家專業足球記者擴展至全球六大洲多達96名評委。
卡卡成為繼罗纳尔多（1997年，2002年）及里瓦尔多（1999年）及罗纳尔迪尼奥（2005年）之後第四位獲得金球獎的巴西球員。效力AC米蘭的卡卡亦成為繼吉亚尼·里维拉（1969年）、路德·古利特（1987年）、马尔科·范·巴斯滕（1988年，1989年，1992年）、乔治·维阿（1995年）及安德烈·舍甫琴科（2004年）之後第六位獲得金球獎的AC米蘭球員。卡卡於2007年5月協助AC米蘭擊敗利物浦奪得2006年至07年歐洲聯賽冠軍盃冠軍，並且以10個入球成為賽事神射手，年尾更於日本擊敗小保加為球隊奪得首個國際足協世界冠軍球會盃冠軍，並當選成為賽事最佳球員（金球獎）。

## 投票结果
《法國足球》雜誌公佈2007年金球獎由巴西球員卡卡以大熱之態獲得，他在選舉中在1440票中取得444票，擊敗賽前兩名大熱人選－葡萄牙球員克里斯蒂亚诺·罗纳尔多及阿根廷球員美斯，前者協助曼聯奪得2006/07英超聯賽冠軍，後者在巴塞隆拿及阿根廷國家隊獲得高度評價。
| #   | 球員名稱              | 國籍     | 效力球會     | 得分  |
| --- | --------------------- | -------- | ------------ | ----- |
| 1   | 卡卡                  | 巴西     | AC米蘭       | 444分 |
| 2   | 克里斯蒂亚诺·罗纳尔多 | 葡萄牙   | 曼聯         | 277分 |
| 3   | 利昂内尔·梅西         | 阿根廷   | 巴塞隆拿     | 255分 |
| 4   | 迪迪埃·德罗巴         |          | 車路士       | 108分 |
| 5   | 安德烈亚·皮尔洛       | 義大利   | AC米蘭       | 41分  |
| 6   | 路德·范尼斯特鲁伊     | 荷蘭     | 皇家馬德里   | 39分  |
| 7   | 兹拉坦·伊布拉希莫维奇 | 瑞典     | 國際米蘭     | 31分  |
| 8   | 塞斯克·法布雷加斯     | 西班牙   | 阿仙奴       | 27分  |
| 9   | 羅賓奴                | 巴西     | 皇家馬德里   | 24分  |
| 10  | 弗朗切斯科·托蒂       | 義大利   | 羅馬         | 20分  |
| 11  | 弗雷德里克·卡努特     |          | 西維爾       | 19分  |
| 12  | 罗纳尔迪尼奥          | 巴西     | 巴塞隆拿     | 18分  |
| 13  | 史蒂文·杰拉德         | 英格兰   | 利物浦       | 17分  |
| 14  | 胡安·罗曼·里克尔梅    | 阿根廷   | 比利亚雷亚尔 | 15分  |
| 15  | 丹尼尔·阿尔维斯       | 巴西     | 西維爾       | 14分  |
| 16  | 菲利普·因扎吉         | 義大利   | AC米蘭       | 12分  |
| 17  | 弗兰克·里贝里         | 德国     | 拜仁慕尼黑   | 10分  |
| 18  | 保罗·马尔蒂尼         | 義大利   | AC米蘭       | 8分   |
| 19= | 吉安路易吉·布冯       | 義大利   | 祖雲達斯     | 7分   |
| 19= | 佩特·切赫             | 捷克     | 車路士       | 7分   |
| 19= | 詹纳罗·加图索         | 義大利   | AC米蘭       | 7分   |
| 19= | 蒂埃里·亨利           | 法國     | 巴塞隆拿     | 7分   |
| 19= | 克拉伦斯·西多夫       | 義大利   | AC米蘭       | 7分   |
| 24  | 法比奥·卡纳瓦罗       | 義大利   | 皇家馬德里   | 5分   |
| 24  | 迈克尔·埃辛           |          | 車路士       | 5分   |
| 26  | 韦恩·鲁尼             | 英格兰   | 曼聯         | 4分   |
| 27  | 伊克尔·卡西利亚斯     | 西班牙   | 皇家馬德里   | 3分   |
| 27  | 罗杰里奥·切尼         | 巴西     | 聖保羅       | 3分   |
| 29  | 尤尼斯·穆罕默德       | 伊拉克   | 加拉法       | 2分   |
| 27  | 迪米塔尔·贝尔巴托夫   | 保加利亚 | 熱刺         | 1分   |
| 27  | 萨缪埃尔·埃托奥       | 喀麦隆   | 巴塞隆拿     | 1分   |
| 27  | 瑞恩·吉格斯           |          | 曼聯         | 1分   |
| 27  | 吉列尔莫·奥乔亚       | 墨西哥   | 亞美利加     | 1分   |
| 27  | 卡洛斯·特维斯         | 阿根廷   | 曼聯         | 1分   |
| 27  | 罗宾·范佩西           | 荷蘭     | 阿仙奴       | 1分   |

另外，共有15名球員雖然被列入候選名單但選舉中沒有得到任何票數，包括：埃里克·阿比达尔、大卫·贝克汉姆、德科、穆罕穆德·迪亚拉、迭戈、米罗斯拉夫·克洛泽、弗洛朗·马卢达、中村俊輔、裡卡多·誇雷斯馬、劳尔、保罗·斯科尔斯、卢卡·托尼、科洛·图雷、费尔南多·托雷斯及大卫·比利亚。